# Mancha Real
Mancha Real település Spanyolországban, Jaén tartományban. Mancha Real Baeza, Jaén, Villatorres, Begíjar, Jimena, Torres, Pegalajar és La Guardia de Jaén községekkel határos. Lakosainak száma 11 385 fő (2024).

## Népesség
A település népessége az elmúlt években az alábbi módon változott:
| Lakosok száma | 9270 | 9674 | 10 616 | 10 972 | 11 308 | 11 324 | 11 265 | 11 264 | 11 350 | 11 385 |
|               | 2001 | 2004 | 2007   | 2009   | 2012   | 2014   | 2017   | 2019   | 2022   | 2024   |